# بلانکی (استان وارمی-ماسوری)
بلانکی (به لهستانی:  Blanki) یک روستا در لهستان است که در گمینا لیزبارک وارمینگسکی واقع شده‌است.